# Indische Königslibelle
Die Indische Königslibelle (Anax immaculifrons) ist eine Libelle aus der Familie der Edellibellen (Aeshnidae) und die größte in Europa vorkommende Libellenart, obgleich das Verbreitungsgebiet der vornehmlich in Süd- und in Teilen Ostasiens anzutreffenden Art im europäischen Kontinent lediglich auf kleine Gebiete Südosteuropas mitsamt der Balkanhalbinsel beschränkt ist. Eine weitere besondere Eigenschaft der Indischen Königslibelle ist die für Libellen ungewöhnliche Bewachung des Männchens eines zuvor begatteten Weibchens.

## Merkmale

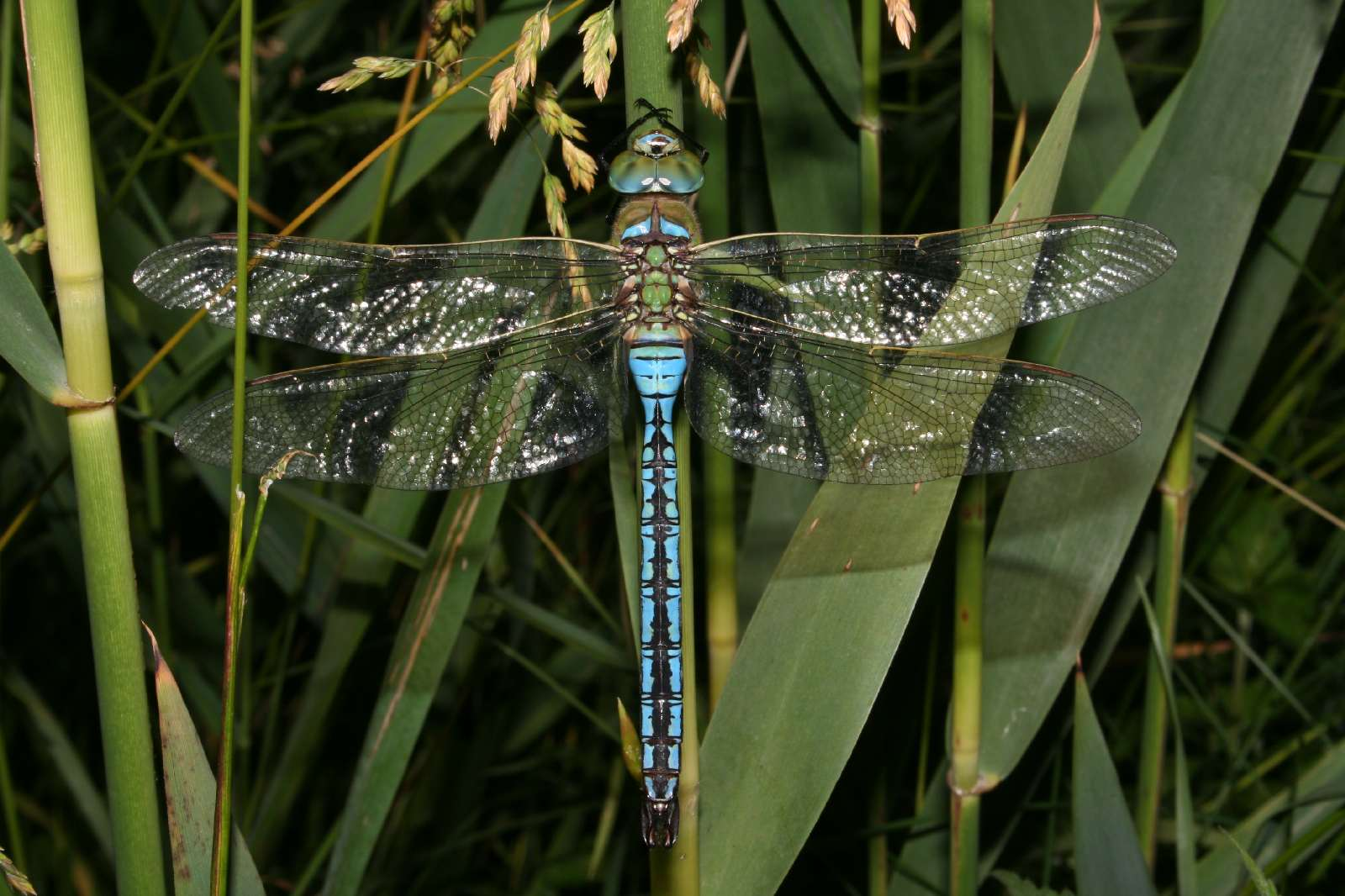
Männchen der zur gleichen Gattung zählenden Großen Königslibelle (A. imperator) mit deutlich abweichenden Farbmustern.

Die Indische Königslibelle erreicht eine Flügelspannweite von 120 Millimetern und eine Körperlänge von 86 Millimetern. Wie bei vielen Libellen unterscheiden sich auch bei dieser Art die Geschlechter hinsichtlich ihrer Farbmuster und weichen stark von denen anderer Arten der Königslibellen  (Anax) ab. In Ostasien kommen neben Exemplaren der hier beschriebenen Farbgebung auch solche mit einer rötlichen vor. Ob es sich dabei um eine Farbvariante oder um eine Unterart handelt, ist bislang nicht geklärt.

### Männchen

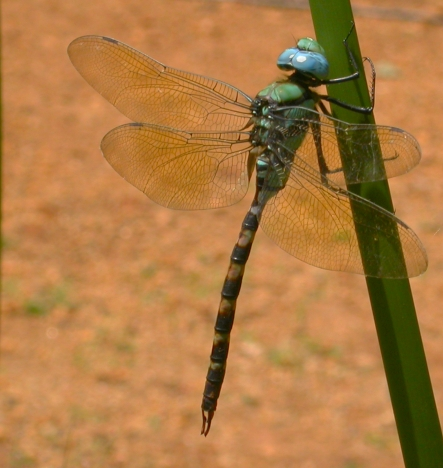
Nähere Aufnahme eines Männchens

Das Männchen verfügt über verschmutzt oder blass ockerfarben wirkendes Labium (Unterlippe) und ein grüngelbes Labrum (Oberlippe) mit wenigen schwarzbraunen Stellen. Das Gesicht ist blass blaugrün, umrandet von einer schmalen und schwarzen Grenzlinie. Die Augen erscheinen beim lebenden Tier saphirblau, ebenfalls eingefasst in einer schwarzen Umrandung.
Der Prothorax (vorderstes Segment des Thorax, bzw. Brustbereichs) des Männchens ist dunkel rotbraun und erscheint an den Seiten blasser, sein Hinterlappen verfügt über einen dichten Saum langer Haare. Der Thorax besitzt auf der Dorsalseite eine blasse und blaugrüne und die mittleren Kiele auf dieser Seite zusätzlich eine schwarzbraune Grundfarbe. Die Lateralseite vom Thorax ist türkisblau und verfügt über einen weiteren schwarzen und schmalen Streifen auf der Schulterseite und einen weiteren über der Posterolateralseite, der sich nach oben hin verjüngt. Der Metepimeron (hinterstes Glied vom Thorax) wird mit einer weiteren Linie in der gleichen Farbgebung und Form wie die zuvor genannten abgeschlossen. Die Beine sind schwarz gefärbt. Die Flügel erscheinen glasig und sind diskoidal (scheibenförmig) und großflächig bernsteinfarben getönt, wobei diese Färbung nah der Flügelbasis immer dunkler wird. Das Pterostigma (für Libellen typisches Flügelmal) weicht zwischen ocker und rotbraun und nimmt etwa drei Membrane ein.
Das erste Segment vom Abdomen (Hinterleib) des Männchens ist komplett schwarz. Das zweite ist türkisblau und besitzt schwarze Strukturen und mitteldorsal und transversal eine Zeichnung, die an eine Möwe im Flug erinnert und eine feine Mitteldorsallinie mit einem apikalen, quadratischen und schwarzen Fleck. Die Flanken des dritten Segments sind ebenfalls türkisblau gefärbt. Apikal ist dieses Segment auch schwarz und verfügt auf der Mitteldorsalseite über einen schwarzen Zwillingsfleck mitsamt feinen Strukturen. Segment vier bis acht sind an der Scheitelseite teilweise schwarz, wobei die Färbung in Richtung der Segmentbasis zu einem blassen rotbraun wechselt und schlussendlich in ein blasses Blau übergeht. Das neunte Segment besitzt eine rotbraune Lateral- und schwarze Dorsalseite, wobei dieser Farbton weiter nach oben hin abnimmt. Das zehnte Segment ist auf der Rückseite schwarz oder rotbraun gefärbt, wobei bei beiden Varianten der Rest des Segments schwarz gefärbt ist. Die Cerci (Hinterleibsanhänge) des Männchens sind gleichmäßig geformt und von blasserer rotbrauner oder ockerer Grundfarbe. Die Ansätze sind schmal und dreieckig, haben einen eingekerbten Scheitel und einen oder zwei kleine Stacheln auf jeweils jeder Seite.

### Weibchen

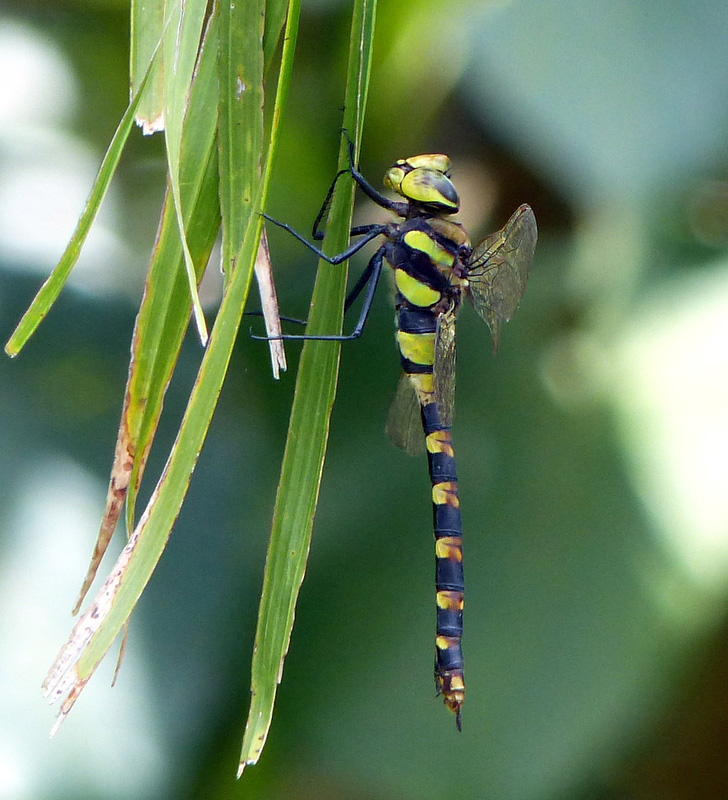
Weibchen

Die Erscheinung des Weibchens ähnelt der des Männchens, allerdings werden hier die türkisblauen Farbanteile auf dem Thorax und dem Abdomen des Männchens durch blassgrüne ersetzt. Die beim Männchen schwarzen Zeichnungen sind beim Weibchen zusätzlich mit rotbraunen Schenkeln an den Spitzen versehen. Außerdem ist das erste Hinterleibssegment des Weibchens gänzlich rotbraun gefärbt. Die Dorsalseite des Thorax ist beim Weibchen blass braun anstelle von blaugrün. Die beim Männchen stärker vorhandene Farbtönung der Flügel ist beim Weibchen schwach bis gar nicht ausgeprägt. Die Cerci des Weibchens sind kürzer und säbelförmig. Sie sind außerdem hier schwarzbraun gefärbt.

### Larve
Die Larve der Indischen Königslibelle ähnelt der der Kleinen und der Großen Königslibelle, ihr Kopf kann allerdings mit einer Breite von 11 Millimetern deutlich massiger erscheinen und die Stirn sticht deutlich weiter hervor als bei Larvenformen der Schwesterarten. Die Grundfarbe der Larve ist blassbraun und mit mehreren dunkleren Zeichnungen versehen. Im letzten Stadium erreicht sie eine Körperlänge von 49 bis zu 57 Millimetern. Das Labium erscheint vergleichsweise lang und wird ab dem Prämentum (abschließender Teil vom Labium) nach hinten hin deutlich schmaler. Der distale und konkav geformte Rand des Palpus (Taster) hat eine abgewinkelte Außenecke und einen langen Innenzahn. Der distale Rand des Prementums weist eine tief ausgegrabene Kerbe auf, die von einem Paar abgerundeter Lappen flankiert wird. Der Hüftansatz des ersten Beinpaares hat einen schrägen Winkel zwischen dem großen hinteren Lappen und dem schlanken vorderen Lappen. Die Beine sind lang und mit hervorstechenden Streifen an der Distalseite der Femura versehen. Das Abdomen besitzt einige für Larven von Edellibellen typische Zeichenelemente, reichend vom zweiten bis zum achten Hinterleibssegment. Lateral befinden sich zusätzlich auf der Fläche vom dritten bis zum neunten Segment narbenartige Zeichnungen und zusätzlich auf dem dritten bis zum siebten Segment mehrere punktartige Flecken. Die Dorsalseite des Abdomens ist mit feinen Härchen bedeckt, die aus größeren, höhlen- und schuppenartigen Ansatzstellen entsprießen. Die Segmente sechs bis neun tragen auf der Lateralseite zusätzlich einige Stacheln, die bei den Larven der anderen Arten ebenfalls fehlen. Die Länge der Cerci entspricht beinahe der der Segmente acht bis zehn zusammen. Das Epiprokt (unpaare rückseits gelegene Platte des elften Abdominalsegmentes) ist stark gekielt, besitzt eine mit Haaren überdeckte Basalfläche und einen tief eingeätzten distalen Rand.

## Vorkommen

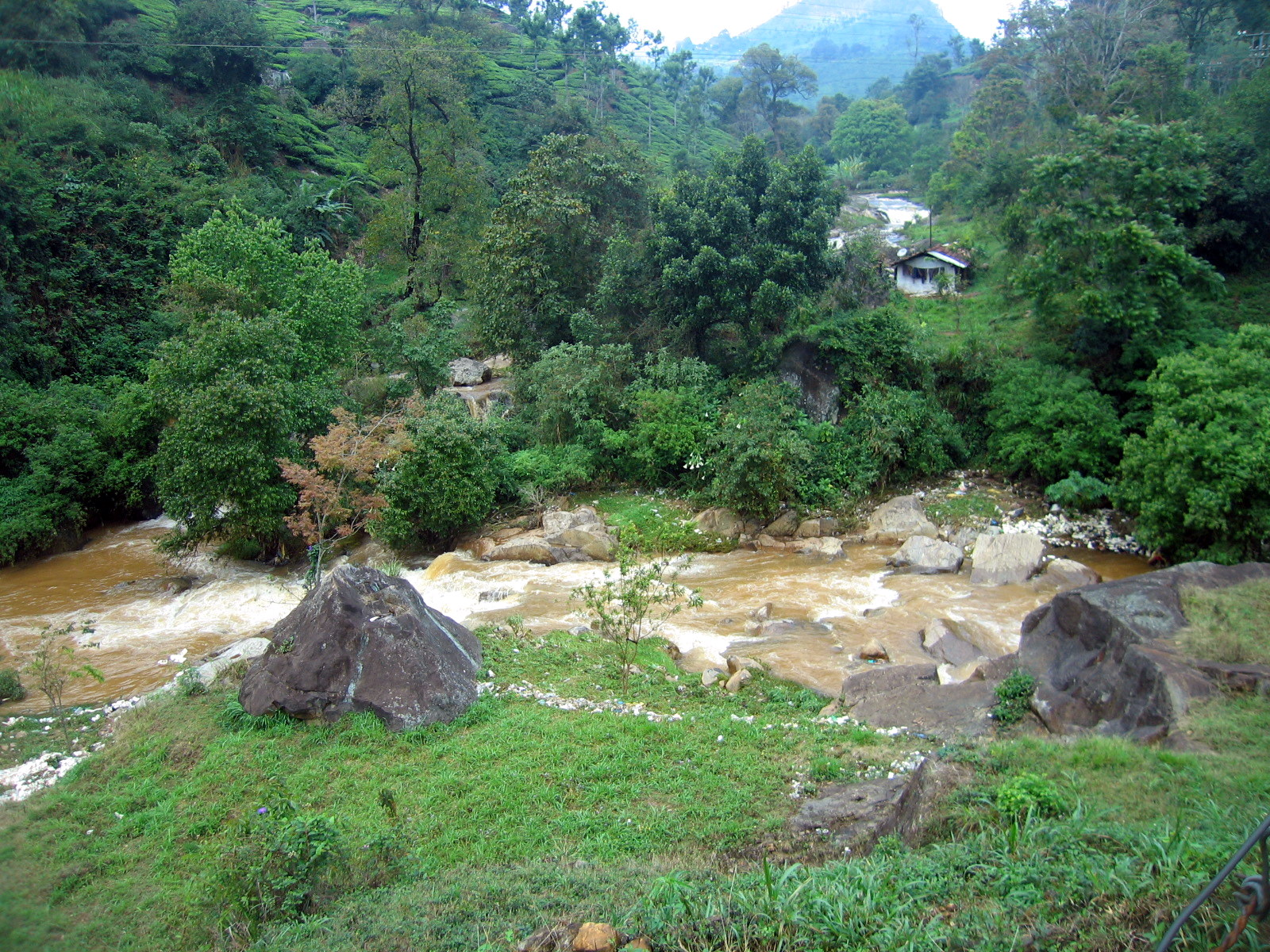
An den Gewässern der in Indien gelegenen Nilgiri-Berge ist die Indische Königslibelle oft zu finden.

Die Indische Königslibelle bewohnt Europa, Südasien und China. In Asien bewohnt die Art besonders die Gebiete südlich der indischen Stadt Mumbai, darunter die Nilgiri-Berge oder die Gebirge Sri Lankas. Auch in den östlichen Ghats ist die Art geläufig. Nördlich von Mumbai wird sie seltener. Im Himalaya z. B. taucht sie kaum noch auf.

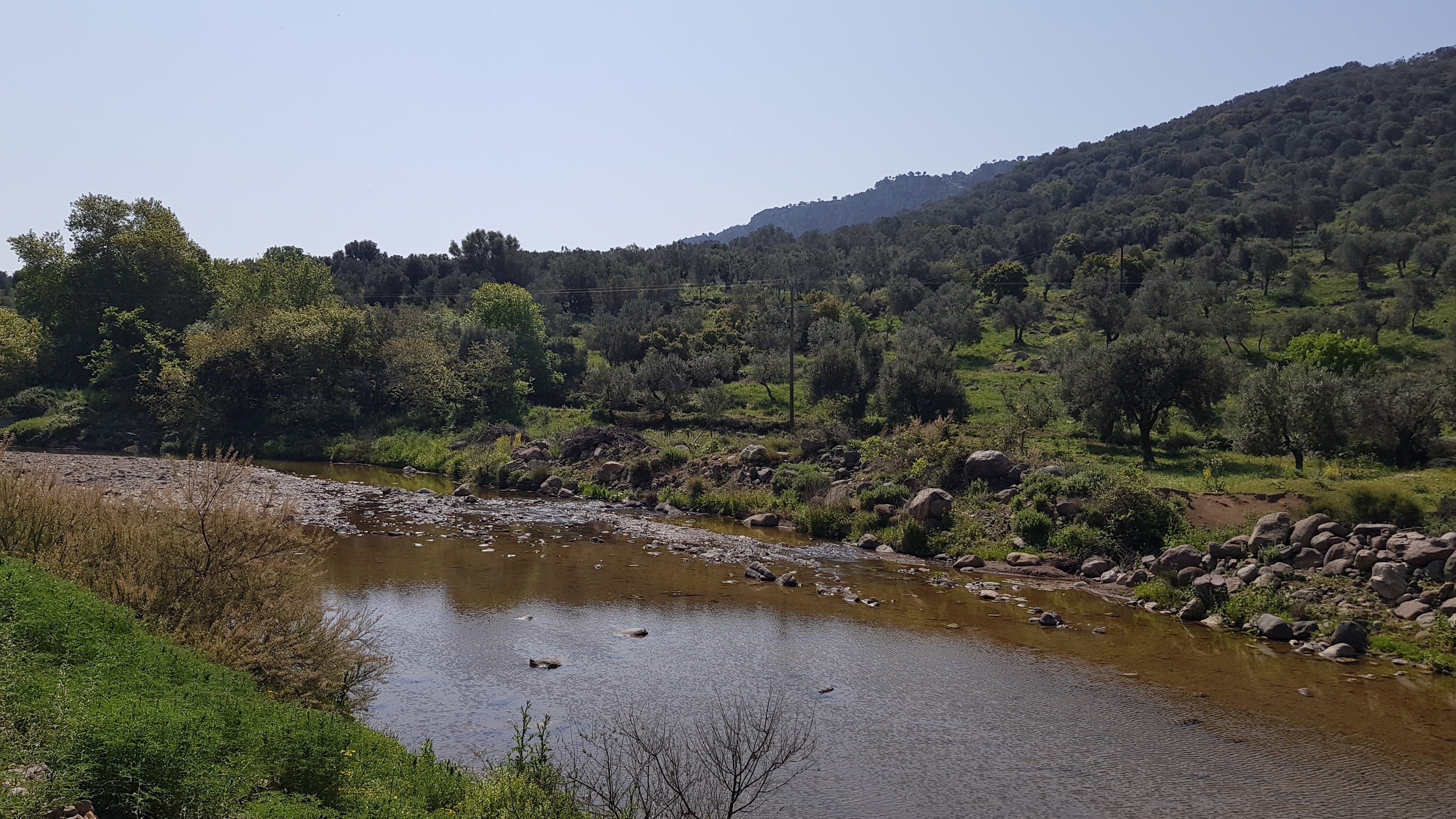
Bach Potamia bei Kalloni auf Lesbos im Ägäischen Meer

In Europa bewohnt die Indische Königslibelle die Küste des Ägäischen Meeres, den Süden der Türkei, Zypern und das Festland Griechenlands mitsamt einiger Inseln, darunter denen des Dodekanes und daneben, Ikaria, Lesbos und Rhodos. Sie ist neben der Großen (A. imperator), der Kleinen Königslibelle (A. parthenope) und der Schabrackenlibelle (A. ephippiger) eine der vier in Europa vorkommenden Arten aus der Gattung der Königslibellen.
Das Habitat der Art ist einhergehend mit dem anderer Arten der Gattung. Die Indische Königslibelle bewohnt ein großes Spektrum an stehenden Gewässern, wie Gebirgsflüsse oder besonders Bäche. Sie kann bis zu einer Höhe von 2.286 Metern angetroffen werden. Die Populationsdichte ist aufgrund der Revierbildung der Männchen meist gering.

### Bedrohung
Die Indische Königslibelle ist besonders im asiatischen Teil ihres Verbreitungsgebiets vielerorts häufig anzutreffen. Der globale Bestand wird von der IUCN als „nicht gefährdet“ eingestuft. In der Roten Liste Europas hingegen ist die Art als „verletzlich“ (VU/vulnerable) aufgeführt.

## Lebensweise

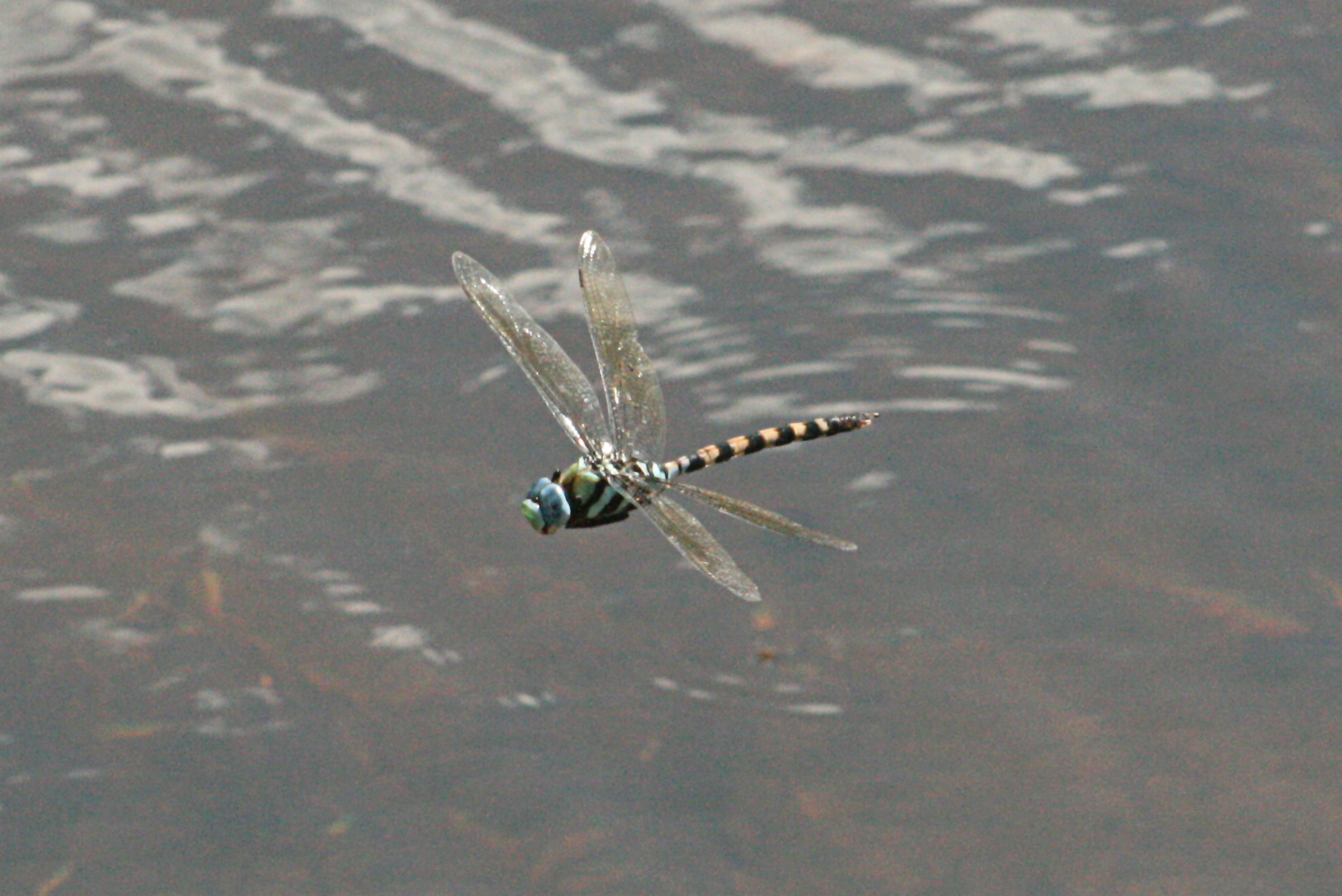
Männchen im Flug

Wie andere Edellibellen ist auch die Indische Königslibelle ein ausdauernder Flieger, der im Flug beliebige Insekten erbeutet. Beutetiere sind besonders verschiedene Zweiflügler. Ebenso werden Schmetterlinge der Gattungen Catopsilia und Eurema oder andere kleiner als die Indische Königslibelle ausfallende Großlibellen, etwa die Wanderlibelle (Pantala flavescens) oder Trithemis aurora aus der Gattung der Sonnenzeiger häufig erbeutet. Wie bei vielen anderen Edellibellen bilden auch die Männchen der Indischen Königslibelle Reviere, aus denen andere Männchen vertrieben werden. Angeflogen werden von der Indischen Königslibelle besonders teilweise oder ganz überschattete Gewässer.

### Fortpflanzung

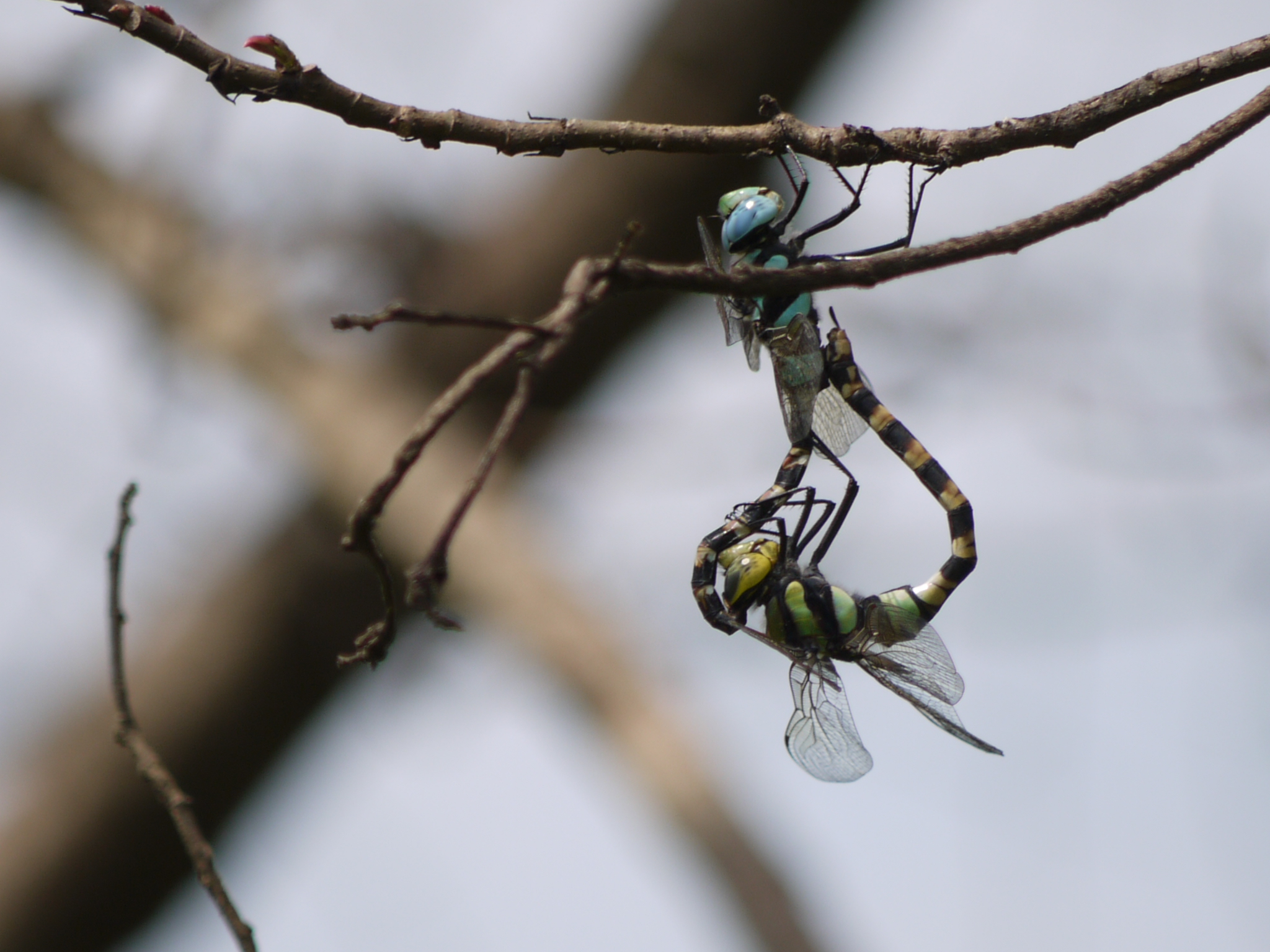
Paarungsrad

Die Flugzeit der Indischen Königslibelle ist in Europa zwischen Mai und September. Wie bei anderen Libellen erfolgt auch hier die Paarung in Form eines Paarungsrades. Die Eiablage erfolgt mitsamt einer für Libellen ungewöhnlichen Bewachung seitens des Männchens. Dieses begleitet anders als bei anderen Libellen das Weibchen nicht, indem es dieses mit seinen Cerci hinter dem Kopf greift und die für Libellen typische Tandemstellung einnimmt. Stattdessen bleibt es während der Eiablage eines vorher begatteten Weibchens in unmittelbarer Nähe und ohne direkten Körperkontakt zu ihm und bewacht es, indem es andere in das Revier eindringende Männchen vertreibt und somit Befruchtungen anderer Männchen verhindert. Das Weibchen legt seine Eier nicht selten unter Wasser an schilfartigen Pflanzen an Fließgewässern ab. Die Larven, die gelegentlich in hoher Zahl auftreten, benötigen vermutlich zwei Jahre zur Entwicklung zur Imago. Wie bei anderen Libellen ernähren sich auch die Larven dieser Art räuberisch und wurden ebenso dabei gesichtet, kleinere Frösche zu erbeuten. Bei diesen soll es sich laut Sichtungen angeblich um Exemplare des Iberischen Wasserfroschs (Pelophylax perezi) handeln, was allerdings bedingt durch die unterschiedlichen Verbreitungsgebiete beider Arten unwahrscheinlich ist.

## Systematik
Die Indische Königslibelle wurde 1842 von Jules Pierre Rambur erstbeschrieben und erfuhr seitdem keine Namensänderungen oder Umstellungen. Das präparierte Typusexemplar befindet sich heute im Museum für Naturwissenschaften in Brüssel.

## Galerie

Draufsicht eines Männchens
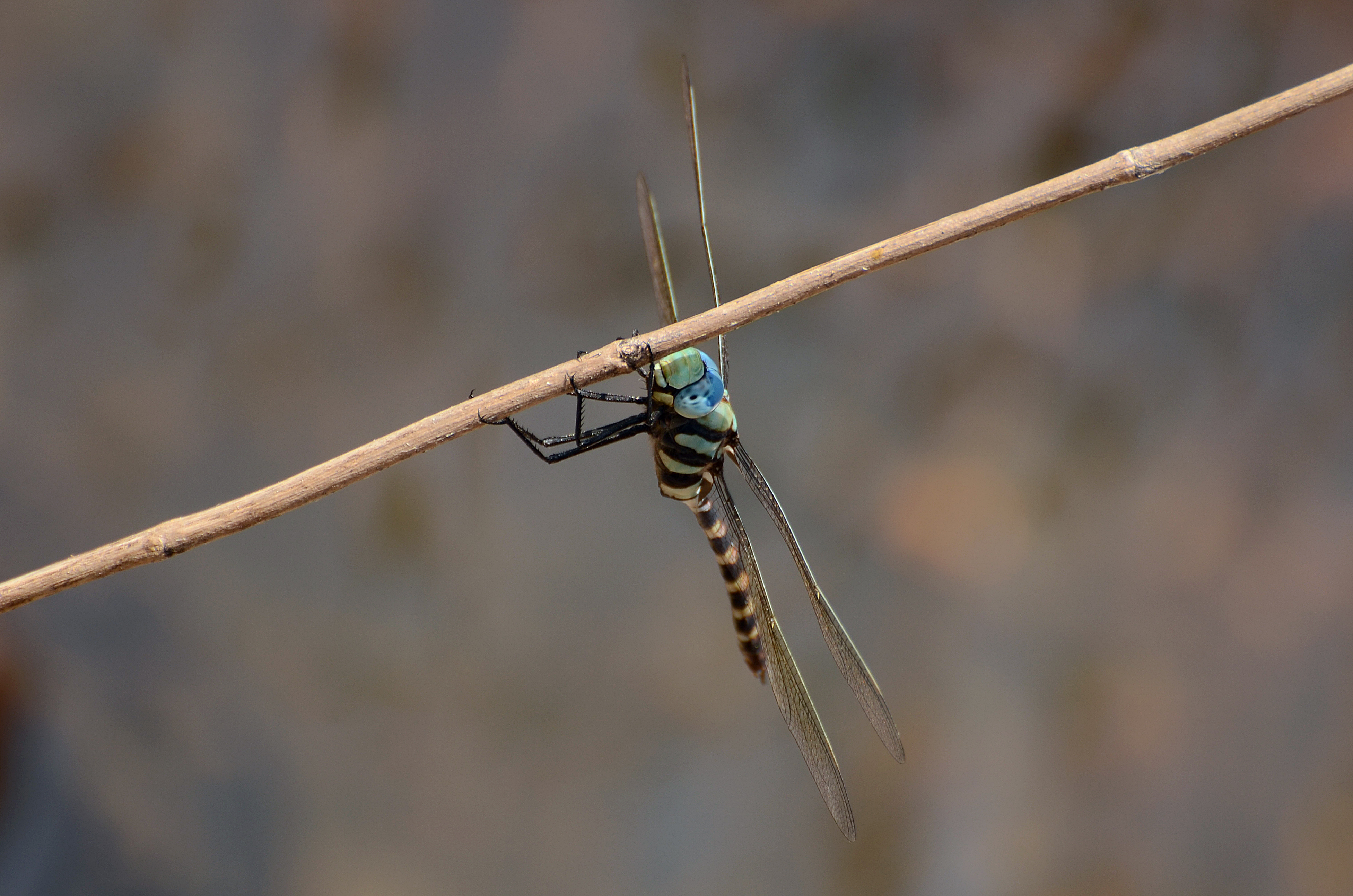
Frontalansicht eines Männchens
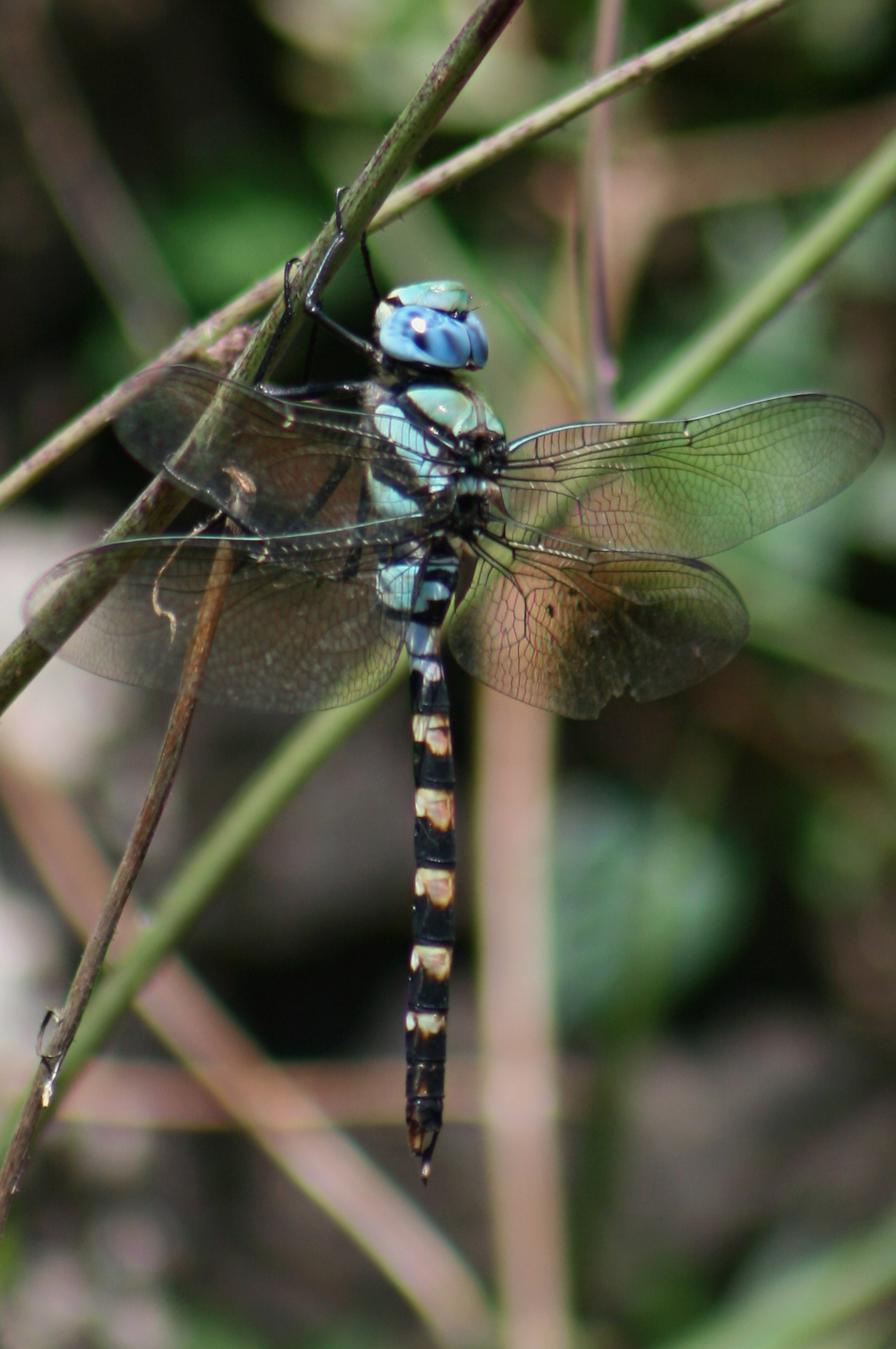
Lateralsicht eines Männchens
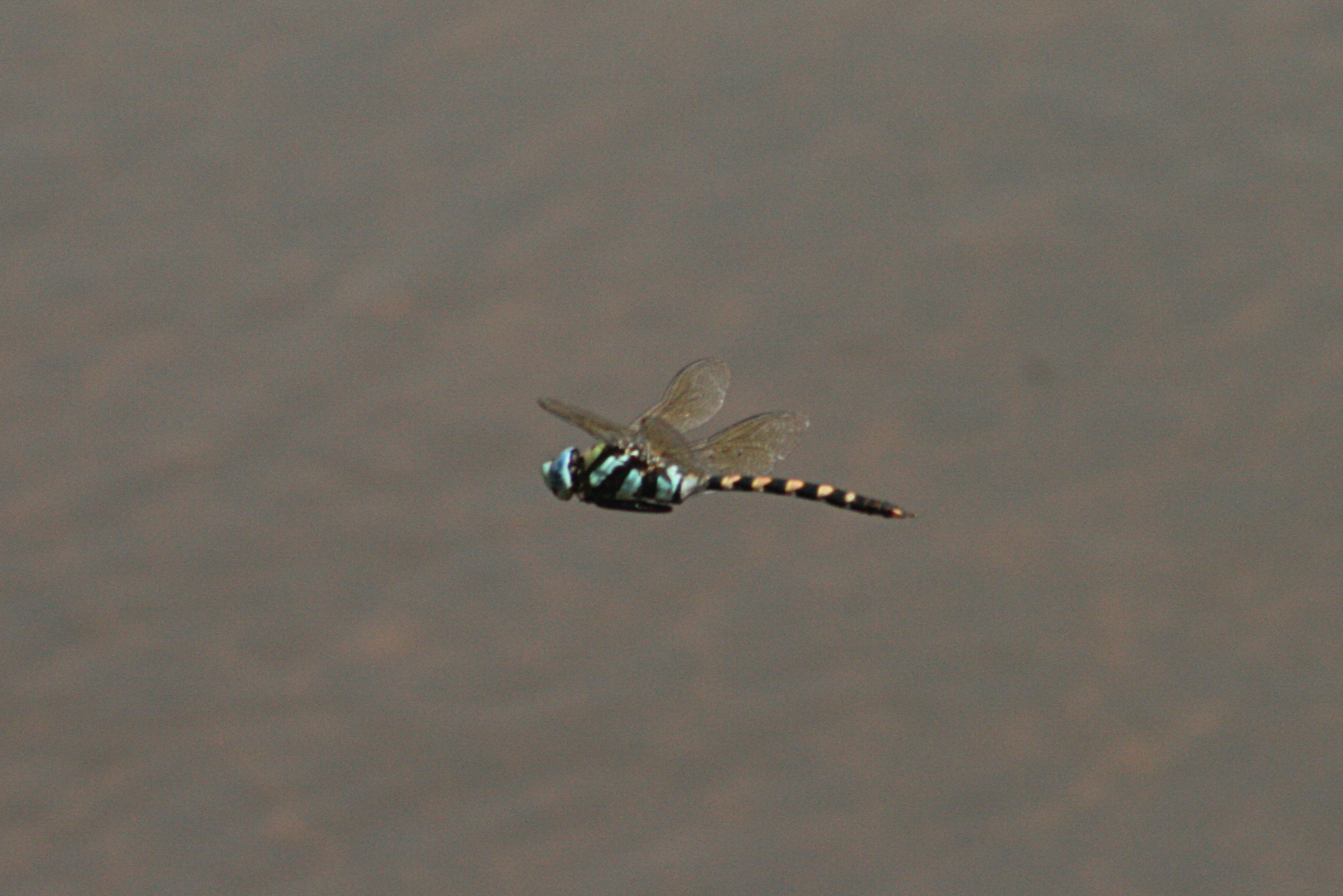
Rückansicht eines fliegenden Männchens
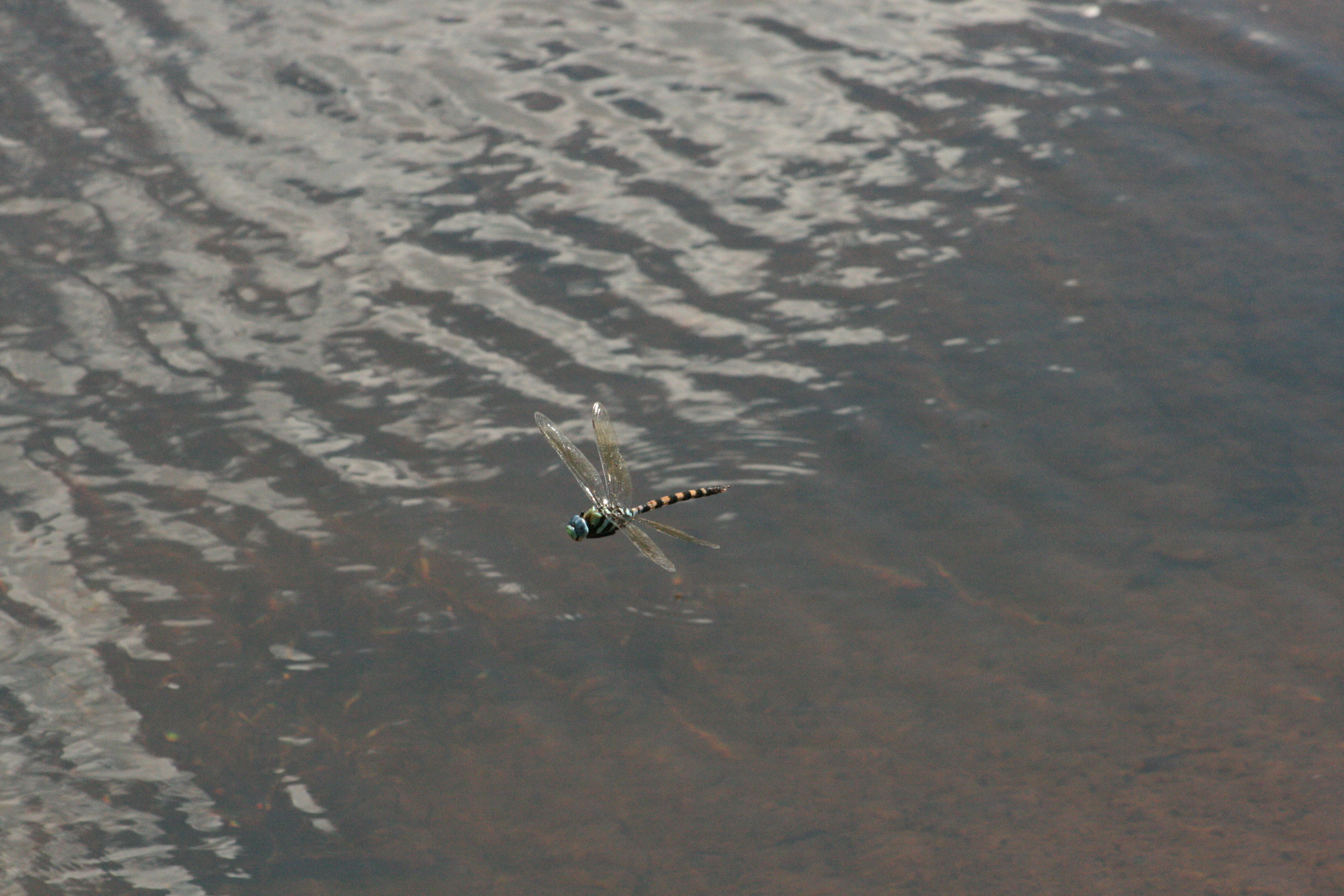
Fernansicht des gleichen Exemplars
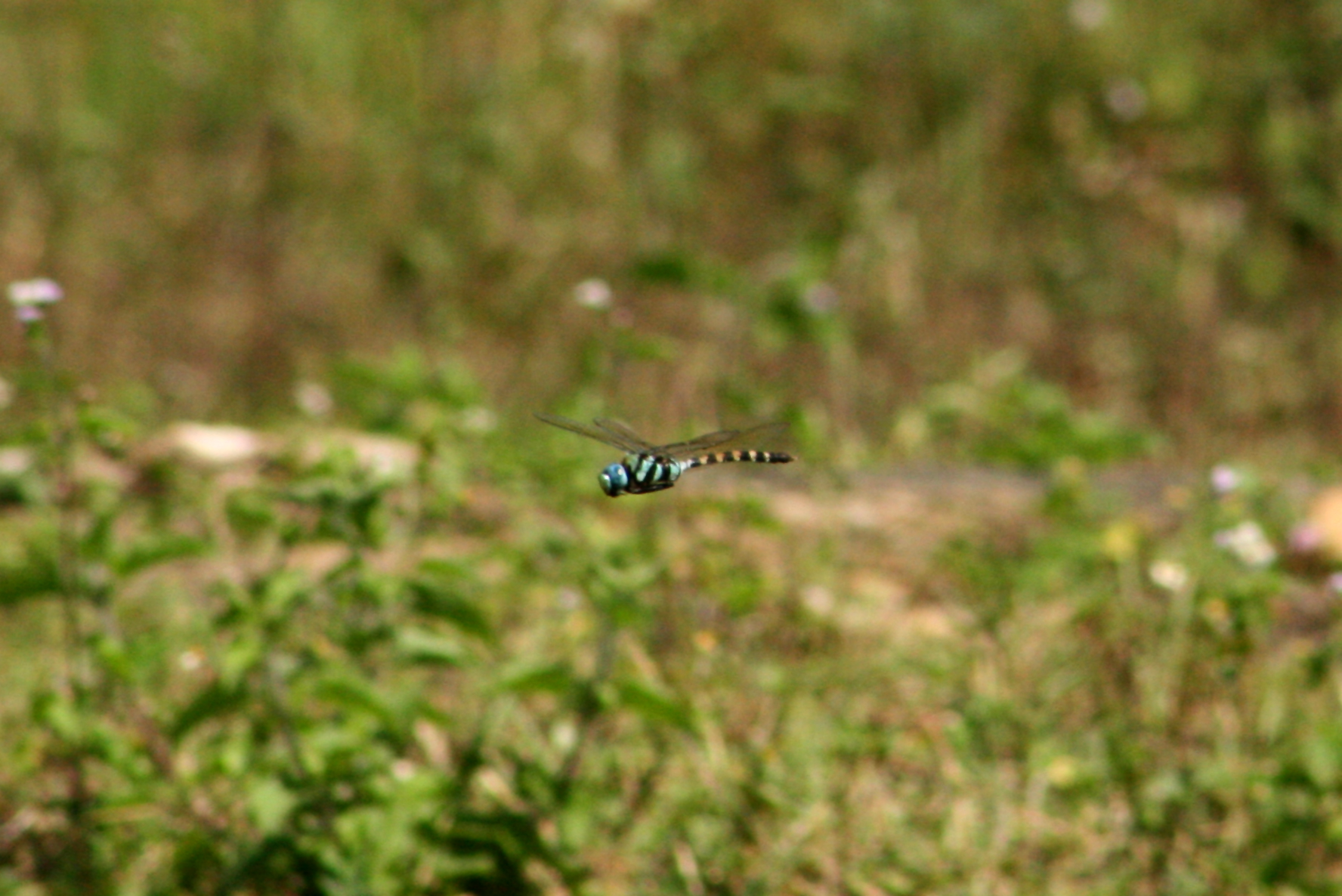
Fliegendes Männchen in der Vegetation